# جانيس دي بيلين
جانيس دي بيلين هي عارضة وممثلة فلبينية، ولدت في 9 نوفمبر 1968 في الفلبين.

## وصلات خارجية
- جانيس دي بيلين على موقع IMDb (الإنجليزية)
- جانيس دي بيلين على موقع قاعدة بيانات الفيلم (الإنجليزية)